# 国道490号

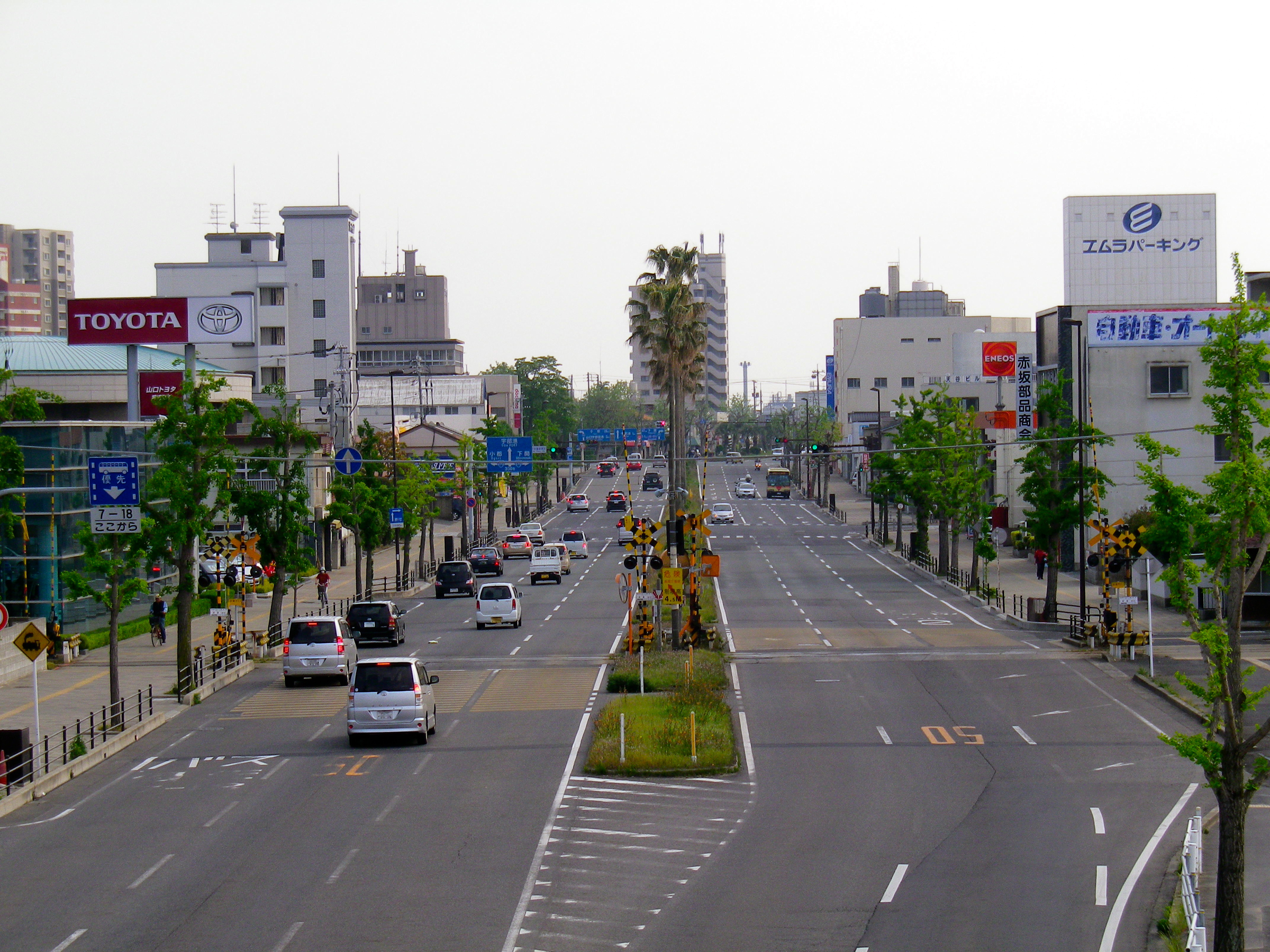
国道490号上り方面。山口県宇部市琴芝町付近。

国道490号（こくどう490ごう）は、山口県宇部市から美祢市を経由して、萩市に至る一般国道である。

## 概要
山口県を縦断し、瀬戸内海側の宇部市の国道190号分岐を起点に、秋吉台から山口県を南北に縦断して笹目峠を越えて、日本海側の萩市の国道191号交点を終点とする一般国道の路線であり、山口県の交通の要衝である山口市小郡（旧・吉敷郡小郡町）と萩市を結ぶルートの一部となっている。
美祢市（旧美東町）から終点の萩市にかけては、バイパス道路として地域高規格道路小郡萩道路が計画されており、2011年（平成23年）に開催されたおいでませ!山口国体にあわせて、同年5月28日までに一部区間（美祢東JCT - 絵堂IC間）が開通した。残る区間の絵堂IC - 萩IC間については、2014年度に新規事業化された。

### 路線データ
一般国道の路線を指定する政令に基づく起終点および重要な経過地は次のとおり。
- 起点：宇部市（松山町1丁目、松山町一丁目交差点[注釈 1] = 国道190号交点）
- 終点：萩市（大字山田、木間入口交差点 = 国道191号交点）
- 重要な経過地：山口県美祢郡美東町[注釈 3]
- 総延長 : 60.8 km（重用延長を含む。）[3][注釈 4]
- 重用延長 : 2.4 km[3][注釈 4]
- 未供用延長 : なし[3][注釈 4]
- 実延長 : 58.4 km[3][注釈 4]
  - 現道 : 58.4 km[3][注釈 4]
  - 旧道 : なし[3][注釈 4]
  - 新道 : なし km[3][注釈 4]
- 指定区間：国道2号、国道9号と重複する区間（宇部市・瓜生野（うりゅうの）交差点 - 車地交差点）
- 最高地点：277 m（笹目峠、山口県美祢郡美東町絵堂／萩市山田）

## 歴史
- 1993年（平成5年）
  - 宇部拡幅（宇部市上宇部 - 宇部市善和間）事業化。
  - 4月1日 - 一般国道490号指定。
- 1994年（平成6年）12月16日 - 小郡萩道路（美祢東JCT - 萩IC間）が地域高規格道路の計画路線に指定される。
- 1995年（平成7年）
  - 宇部拡幅（宇部市上宇部 - 宇部市善和間）着工。
  - 8月23日 - 小郡萩道路（美祢東JCT - 萩IC間）の事業化が決定。
- 1996年（平成8年）8月20日 - 小郡萩道路（大田IC - 絵堂IC間、大田絵堂道路）着工。
- 1998年（平成10年）12月18日 - 小郡萩道路（美祢東JCT - 大田IC間、美東大田道路）着工。
- 2000年（平成12年）12月20日 - 小郡萩道路（絵堂IC - 萩IC間）が地域高規格道路の調査区間に指定される。
- 2006年（平成18年） - 宇部拡幅の一部区間（宇部市上宇部 - 白石交差点間）が供用開始。
- 2007年（平成19年） - 宇部市琴芝町 - 西梶返交差点間の6車線化工事着工。
- 2010年（平成22年）3月20日 - 小郡萩道路の美祢東JCT - 十文字IC間が開通。
- 2011年（平成23年）
  - 1月29日 - 小郡萩道路の十文字IC - 秋吉台IC間が開通[4][5]。
  - 5月28日 - 小郡萩道路の秋吉台IC - 絵堂IC間が開通[4]。前日付の山口県告示第232号[6]により、小郡萩道路（十文字IC-絵堂IC間、十文字IC・絵堂ICのアクセス道路を含む）が国道490号の本線となる。国道435号が一部区域変更されたこととあわせて同国道との重複区間（山口県美祢市美東町綾木・植竹交差点 - 山口県美祢市美東町大田・大田交差点）だった区間を含む旧道は山口県道30号小野田美東線と山口県道32号萩秋芳線に編入。

### 今後の予定
- 2014年（平成26年） - 宇部拡幅の全事業区間（白石交差点 - 善和交差点間）が完成予定[7]。
- 未定 - 小郡萩道路（絵堂IC - 萩IC間、絵堂萩道路）が完成予定[1]。小郡萩道路全線開通。

## 路線状況

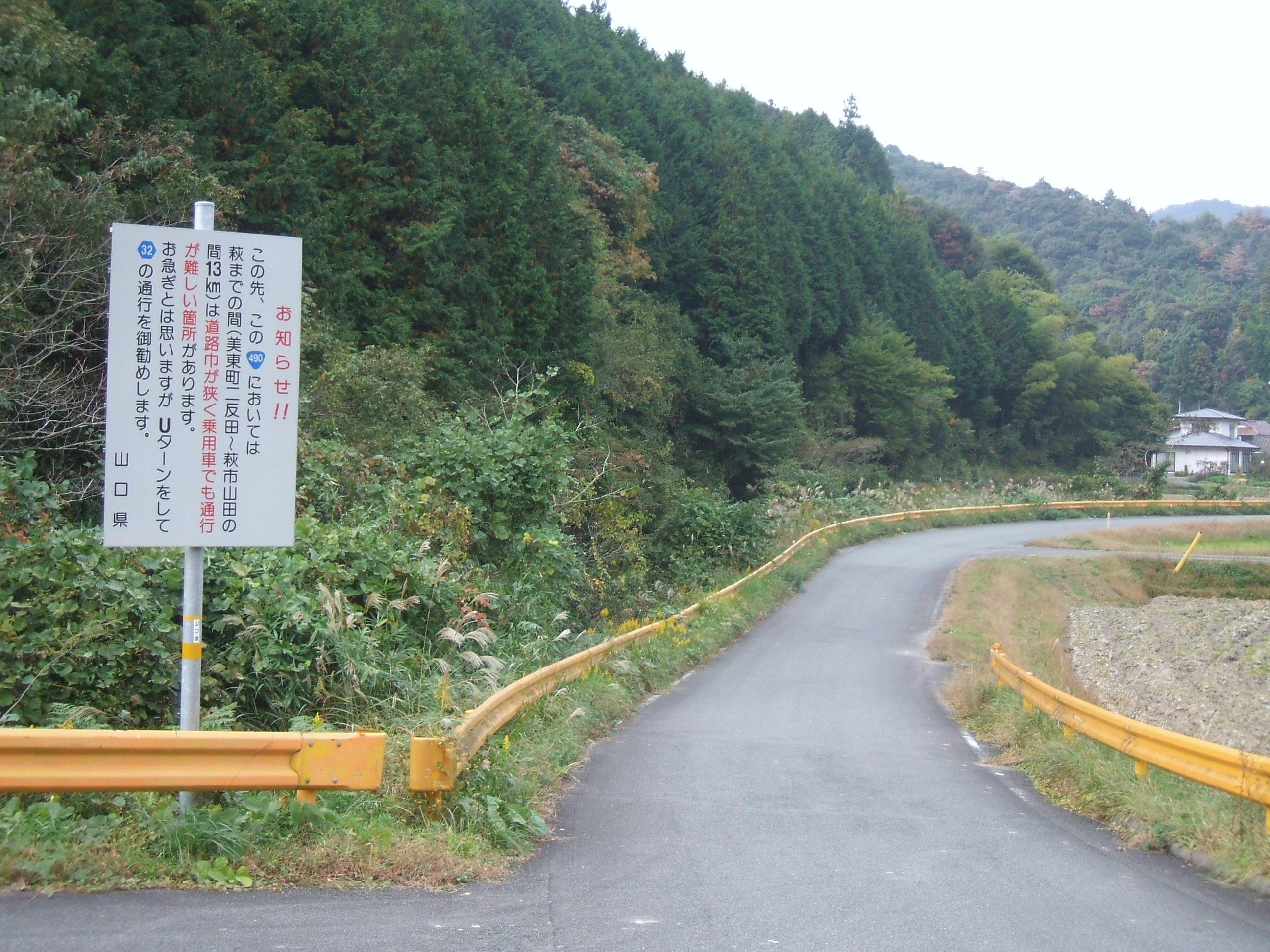
狭隘区間の入口に掲げられている、県道への迂回を促す看板

国道490号は、起点の松山町一丁目交差点 - 白石交差点（宇部IC付近）間は4車線以上の広幅員道路で、それ以外の大半の区間は2車線で整備されている。しかし、美祢市美東町絵堂二反田から萩市山田にかけての笹目峠付近約9 kmはほとんどが山中であり、大型車の通行はおろか、普通乗用車であってもすれ違いが困難なほどの狭隘道路である（例えば、萩市大字山田の山口県道308号明木美東線分岐点においても、県道よりも国道490号の方が道路幅員が狭い）。狭隘区間の入り口には山口県により、道路をUターンして県道へ迂回通行することを勧める旨の道路標識が設置されている。この道路標識の内容に従えば、国道490号から山口県道32号萩秋芳線および国道262号を利用して萩市内へアクセスするのが一般的である。ただ、いわゆる「酷道」区間の距離は短く、高規格化する計画の事業化が進められている。
しかし、古い形式のカーナビや一部の携帯電話の道案内用アプリケーションを使用した場合などに、萩へ向かう優先経路としてこの区間の国道490号を指示される場合がある（道路距離が萩秋芳線経由より若干短いのと、県道よりも国道の通行を優先して指示するプログラミングがされていることによる）ため、2006年（平成18年）に国民文化祭やまぐちの開催に合わせ、萩市役所がカーナビ製造会社に対し、自家用車で萩へ訪れる多くの観光客がこの路線に迷い込むとして、異例とも言える経路の見直しを申し入れている。

### バイパス
- 荒瀬バイパス（宇部市荒瀬 - 同市小野、延長2.78 km）
- 小郡萩道路（美東大田道路・大田絵堂道路・絵堂萩道路）
- 山田バイパス（萩市大字山田地内、延長2.3 km） - 上記の幅員狭小区間の一部を迂回するバイパス。

### 通称
- 参宮通り（松山町一丁目交差点（起点）から琴崎八幡宮前までの区間）

### 拡幅事業

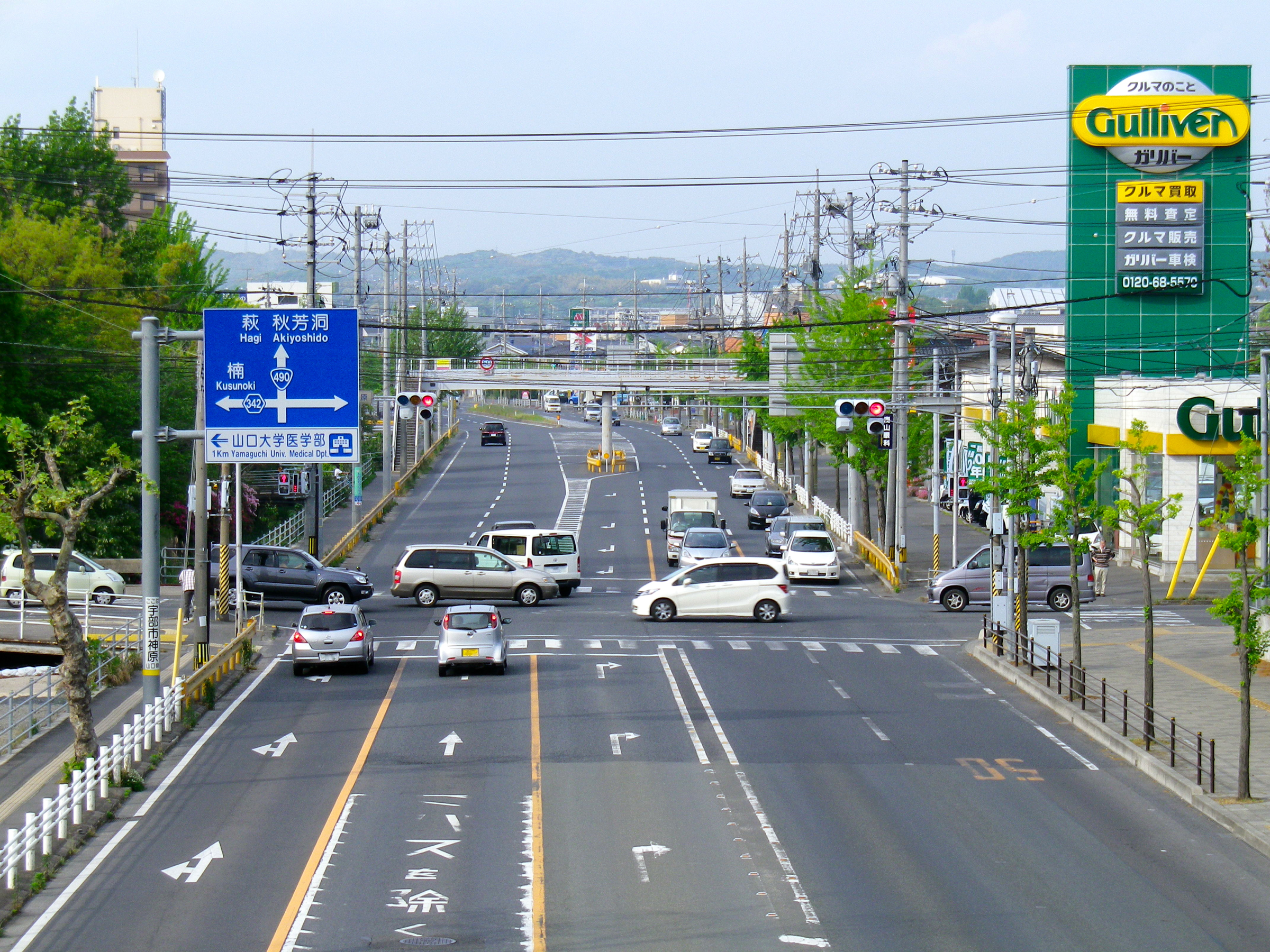
国道490号下り方面。山口県宇部市琴芝町付近。6車線化が予定されている。

宇部市中心部の6車線化
2011年現在、起点の松山町一丁目交差点から宇部市琴芝町までの区間のみが6車線となっているが、2007年（平成19年）から沿線の渡内川を暗渠化して西梶返交差点までを6車線に拡幅する工事が行われている。
宇部拡幅道路改築事業
- 事業名：一般国道490号宇部拡幅道路改築事業
- 事業区間：宇部市上宇部 - 宇部市善和（善和交差点）
- 事業主体：山口県
- 延長：6.0 km
- 幅員：25.0 m（車道 3.25 m × 4 = 13.0 m）
- 規格：第4種1級
- 設計速度：60 km/h

宇部市内の白石交差点や北迫交差点を中心に発生する渋滞を解消すること等を目的に、1993年（平成5年）に事業化、1995年（平成7年）に着工した。2001年（平成13年）の山陽自動車道宇部下関線開通に伴い、宇部IC周辺の一部区間が供用開始、2006年（平成18年）には宇部市上宇部 - 白石交差点間の整備が完了した。
現在は、白石交差点 - 善和交差点間の工事が行われており、2014年（平成26年）までの完成が予定されている。

### 重複区間
- 国道2号・国道9号（宇部市大字瓜生野（うりゅうの）・瓜生野交差点 - 宇部市大字車地・車地交差点）

### 道路施設

#### 橋梁
- 真名四号橋（延長50 m[11]、美祢市）
- 真名三号橋（延長21 m[11]、美祢市）
- 十文字IC橋（延長22 m[11]、美祢市）
- 金田ため池一号橋（延長44 m[11]、美祢市）
- 板橋ため池橋（延長49 m[11]、美祢市）
- 朴の木ため池橋（延長39 m[11]、美祢市）
- 綾木橋（延長215 m[11]、美祢市）
- 田津高架橋（延長334 m[11]、美祢市）
- 第一大田川橋（延長204 m[11]、美祢市）
- 新秋谷川一号橋（延長17 m[11]、美祢市）
- 大田IC橋（延長30 m[11]、美祢市）
- 第一山根橋（延長23 m[11]、美祢市）
- 第二山根橋（延長29 m[11]、美祢市）
- 第一大田川橋（延長300 m[11]、美祢市）
- 中山橋（延長82 m[11]、美祢市）
- 長登橋（延長81 m[11]、美祢市）
- 碇川橋（延長232 m[11]、美祢市）

#### トンネル
- 小野隧道：延長60 m、1944年（昭和19年）竣工、宇部市
- 大田トンネル：延長206 m、2004年（平成16年）竣工[11]、美祢市
- 中山トンネル：延長497 m、2003年（平成15年）竣工[11]、美祢市
- 長登トンネル：延長578 m、2010年（平成22年）竣工[11]、美祢市
- 鞍掛山トンネル：延長1.018 m、2009年（平成21年）竣工[11]、美祢市

#### 道の駅
- みとう[注釈 6]（美祢市）

## 地理

### 通過する自治体
- 山口県
  - 宇部市 - 美祢市 - 萩市

### 交差する道路
| 交差する道路                                                                 | 市町村名 | 交差する場所             | 交差する場所              |
| ---------------------------------------------------------------------------- | -------- | ------------------------ | ------------------------- |
| 国道190号                                                                    | 宇部市   | 松山町1丁目              | 松山町一丁目交差点 / 起点 |
| 山口県道342号琴芝際波線                                                      | 宇部市   | 神原町1丁目              | 神原交差点                |
| E2 山陽自動車道宇部下関線                                                    | 宇部市   | 大字川上                 | 43 宇部IC                 |
| 山口県道219号西岐波吉見線 重複区間起点                                       | 宇部市   | 大字善和                 | 瀬戸原交差点              |
| 山口県道216号善和阿知須線 山口県道219号西岐波吉見線 重複区間終点             | 宇部市   | 大字善和                 | 善和交差点                |
| 国道2号 重複区間起点 国道9号 重複区間起点                                    | 宇部市   | 大字瓜生野（うりゅうの） | 瓜生野交差点              |
| 山口県道217号小野木田線                                                      | 宇部市   | 大字木田                 | 二俣瀬交差点              |
| 国道2号 重複区間終点 国道9号 重複区間終点                                    | 宇部市   | 大字車地                 | 車地交差点                |
| 山口県道230号伊佐吉部山口線 重複区間起点                                     | 宇部市   | 大字小野                 |                           |
| 山口県道230号伊佐吉部山口線 重複区間終点                                     | 宇部市   | 大字小野                 |                           |
| 山口県道231号美祢小郡線                                                      | 宇部市   | 大字小野                 |                           |
| 山口県道30号小野田美東線 重複区間起点                                        | 宇部市   | 大字小野                 |                           |
| 山口県道31号美東秋芳西寺線 山口県道240号湯ノ口美祢線 重複区間起点            | 美祢市   | 美東町真名               | 十文字交差点              |
| 山口県道30号小野田美東線 重複区間終点 山口県道240号湯ノ口美祢線 重複区間終点 | 美祢市   | 美東町真名               | 真名交差点                |
| E2A 中国自動車道 小郡萩道路                                                  | 美祢市   | 美東町真名               | 34-2 美祢東JCT 十文字IC   |
| 国道435号                                                                    | 美祢市   | 美東町綾木               | 秋吉台IC                  |
| 山口県道28号小郡三隅線 重複区間起点 山口県道30号小野田美東線                 | 美祢市   | 美東町大田               | 大田IC                    |
| 山口県道32号萩秋芳線                                                         | 美祢市   | 美東町大田               |                           |
| 山口県道241号秋吉台絵堂線                                                    | 美祢市   | 美東町絵堂               | [ 注釈 8 ]                |
| 山口県道28号小郡三隅線 重複区間終点 山口県道239号銭屋美祢線 重複区間起点     | 美祢市   | 美東町赤                 | 絵堂IC交差点 絵堂IC       |
| 山口県道32号萩秋芳線 重複区間起点 山口県道239号銭屋美祢線 重複区間終点       | 美祢市   | 美東町絵堂               | 銭屋交差点                |
| 山口県道32号萩秋芳線 重複区間終点                                            | 美祢市   | 美東町絵堂               |                           |
| 未供用区間                                                                   |          |                          |                           |
| 山口県道308号明木美東線 重複区間起点                                         | 萩市     | 大字山田                 |                           |
| 山口県道308号明木美東線 重複区間終点                                         | 萩市     | 大字山田                 |                           |
| 国道191号                                                                    | 萩市     | 大字山田                 | 木間入口交差点 / 終点     |

### 交差する鉄道
- 宇部線
- 山陽本線
- 山陽新幹線

### 沿線
| - 宇部市勤労青少年会館 - 宇部警察署 - 渡内川 - 宇部市ガス水道局水道事業部 - 宇部市立神原保育園 - 宇部市立琴芝小学校 - 宇部市立神原小学校 - 神原公園 - 琴崎八幡宮 | - 瀬戸原中小企業団地 - メキシコゴルフクラブ - 宇部丸山ダム - 宇部市立二俣瀬小学校 - 宇部市立小野小学校 - 宇部市立小野中学校 - 小野湖 - 常盤ロイヤルゴルフクラブ - 大田川 | - 美祢市立綾木小学校 - 美祢市立美東病院 - 美祢市立大田小学校 - 美祢市立大田中学校 - 美祢市立大田保育園 - 美祢市立美東体育館 - 美祢市立美東図書館 |

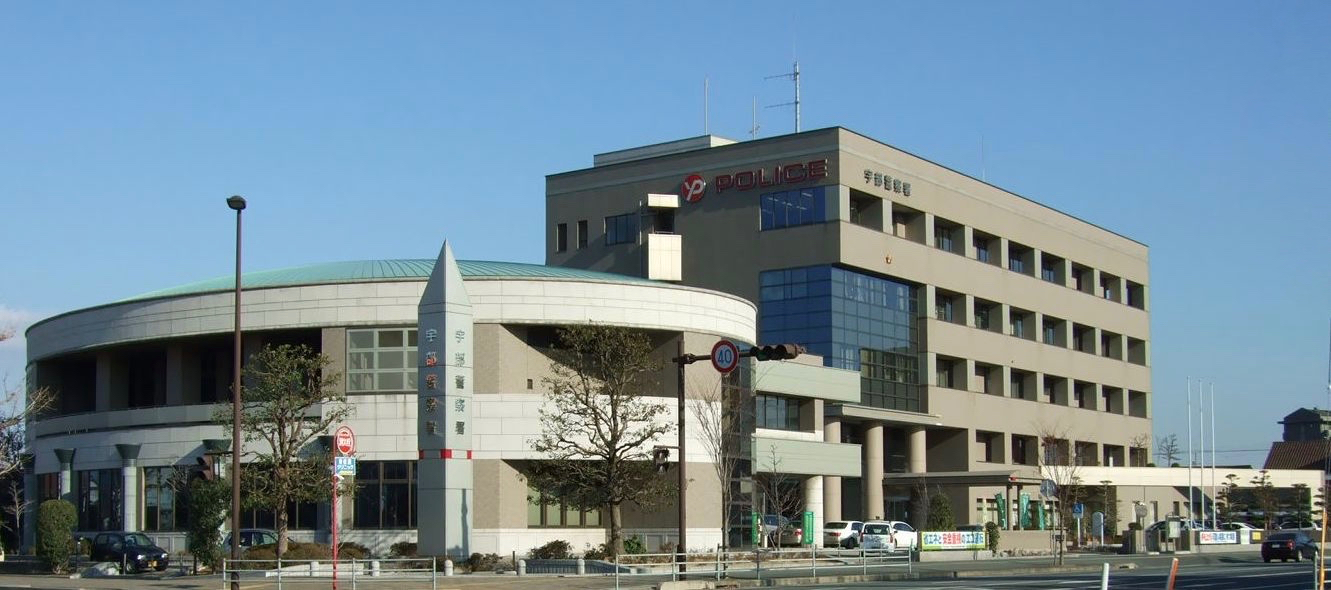
宇部警察署
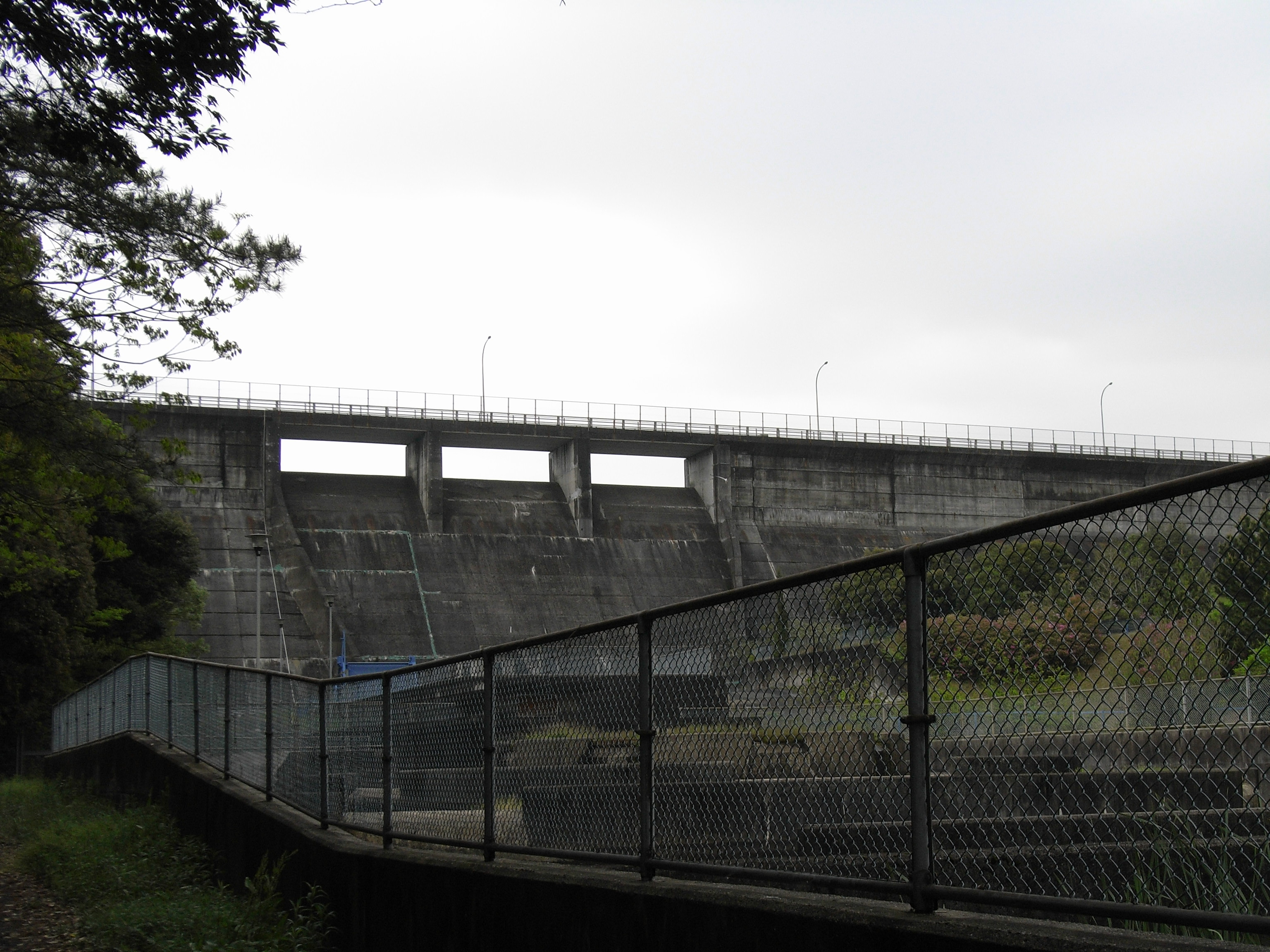
宇部丸山ダム
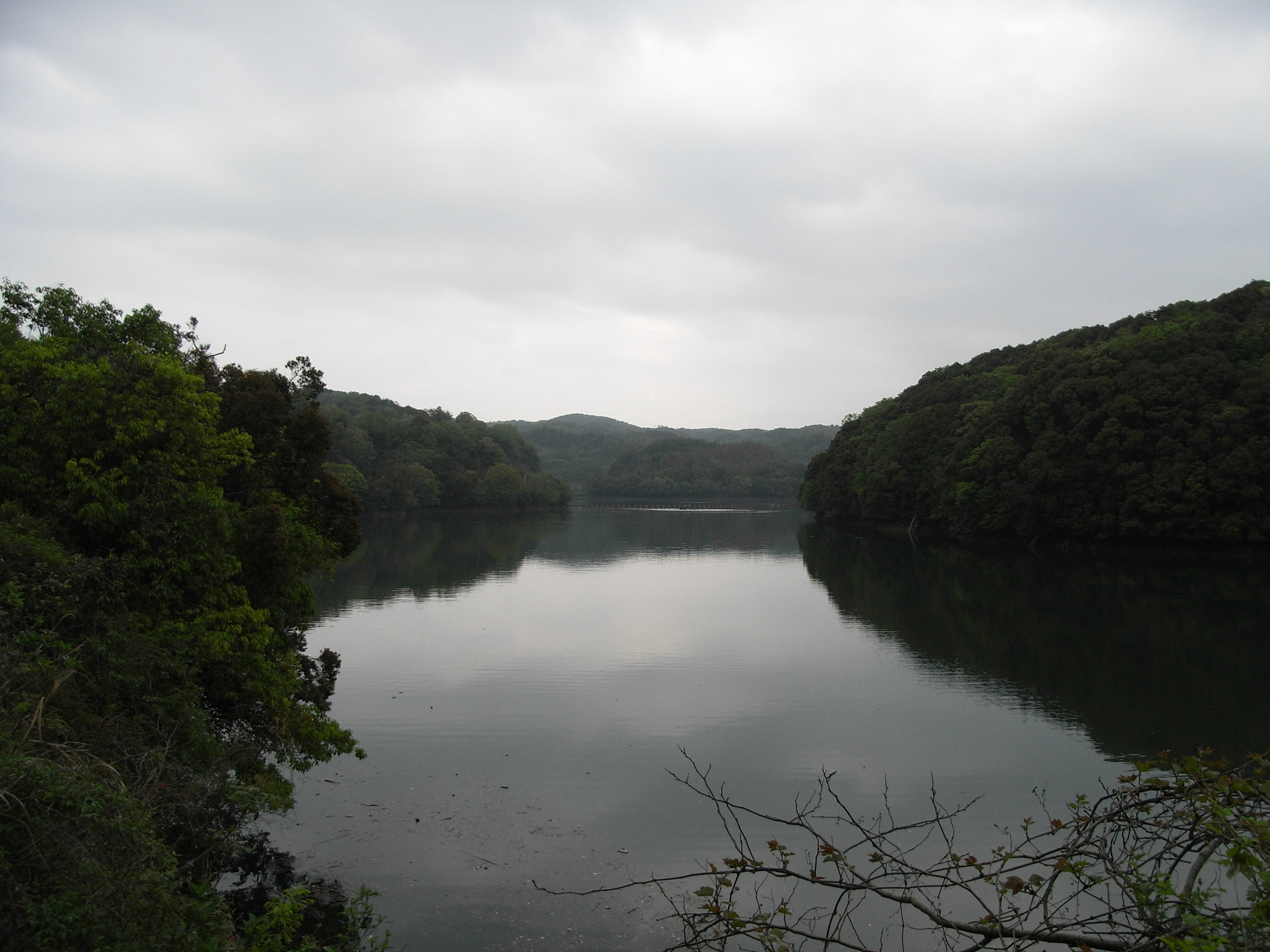
小野湖

### 峠
- 笹目峠（標高277 m）：美祢市 - 萩市